# Tetragnatha quechua
Tetragnatha quechua är en spindelart som beskrevs av Chamberlin 1916. Tetragnatha quechua ingår i släktet sträckkäkspindlar, och familjen käkspindlar.
Artens utbredningsområde är Peru. Inga underarter finns listade i Catalogue of Life.